# Густавссон, Фрида
Фри́да Гу́ставссон (швед. Frida Gustavsson; род. 6 июня 1993, Стокгольм, Швеция) — шведская топ-модель и актриса.

## Карьера
Фрида Густавссон начала карьеру модели в 2008 году. Поворотным моментом стало подписание контракта с известным модельным агентством IMG в 2009 году, вскоре после того, как она открыла показ осенней коллекции модного дома Валентино в Париже. 
После этого, Фрида приняла участие в показах Louis Vuitton, Chanel, Lanvin, Carolina Herrera, Fendi, Christian Dior, Jil Sander, Alexander McQueen, Anna Sui, Marc Jacobs, Michael Kors, Calvin Klein, Oscar de la Renta, Emilio Pucci, Celine, Hermès, Jean Paul Gaultier, Dolce & Gabbana, Givenchy, Yves Saint Laurent, Ralph Lauren, Bluemarine и Versace.
Она была признана одной из самых востребованных моделей весны 2010 года, после Касии Страсс, Лью Вен и Констанс Яблонски.
Густавссон появлялась на обложках таких журналов, как Elle, W, Numéro, американского, итальянского, французского и японского Vogue, L'Officiel и Crash. В марте 2010 она появилась на обложке немецкого Vogue.
Также она приняла участие в рекламных кампаниях для таких брендов, как Marc Jacobs, Daisy by Marc Jacobs, Etro, J. Estina, Noir, Jill Stuart, Anna Sui, Paul & Joe, Mystic и Vagabond.
В 2011 Фрида получила награду в номинации «Шведская модель года» учреждаемой журналом Elle.
В 2022—2024 году исполнила роль Фрейдис Эриксдоттир в канадско-американском историческом телесериале «Викинги: Вальхалла».

## Личная жизнь
С 29 мая 2015 года Фрида замужем за фотографом Яльмаром Рехлиным.

## Интересные факты
- Фрида окончила шведское отделение колледжа St. Martins в июне 2011 года;
- любимыми группами Фриды являются: The Knife, Joy Division, Velvet Underground, Kent, Moby и Underworld;
- любимым фильмом она считает «Заводной апельсин» Кубрика;
- по её собственным словам, страдает кофейной зависимостью.